# 高山 (科学家)
高山（1962年6月—2016年5月3日），男，籍贯云南石屏，生于青海西宁，中国地球化学家，中国科学院院士，中国地质大学（武汉）教授，博士生导师。

## 生平
1982年毕业于西北大学地质学系，1985年1月在中国地质大学（武汉）获硕士学位，同时留校任教，1989年获博士学位。1993年至1995年，获洪堡奖学金资助，在德国哥廷根大学从事研究。1999年成为西北大学构造地质学科特聘教授，同年还成为首批“长江学者奖励计划”特聘教授。
2016年5月3日，因罹患肺癌和渐冻症在武汉逝世。

## 学术贡献
主要从事大陆地壳结构和组成、壳幔交换作用以及微区分析研究。获得了中国中东部地壳63种元素丰度值，已成为国际相关研究的重要数据基础。

## 荣誉
2009年11月当选英国皇家化学学会会士。
2011年当选中国科学院地学部院士。
2013年当选国际地球化学协会的国际地球化学会士。